# Saúde
Saúde là một đô thị thuộc bang Bahia, Brasil. Đô thị này có diện tích 500 km², dân số năm 2007 là 11560 người, mật độ 23,12 người/km².